# VM i fodbold 1958
Verdensmesterskabet i fodbold 1958 var det sjette VM i fodbold. Slutrunden blev afholdt i Sverige i perioden 8. – 29. juni 1958. Sverige var blevet tildelt værtsskabet på FIFA's konference i Bern i 1954 og var dermed automatisk kvalificeret til slutrunden sammen med de forsvarende verdensmestre fra Vesttyskland. De øvrige 14 deltagere blev fundet ved en forudgående kvalifikationsturnering.
Turneringen blev vundet af Brasilien, som slog Sverige 5-2 i finalen og dermed vandt sin første VM-titel. VM-slutrunden var den internationale debut for den 17-årige Pelé, som senere ville blive anset for en af de største foboldspillere nogensinde.

## Turneringens forløb
Sovjetunionen deltog i VM i fodbold for første gang, og de fire britiske hold (England, Skotland, Wales og Nordirland) havde for første og hidtil eneste gang alle kvalificeret sig. Turneringens format var blevet ændret siden VM i 1954: De 16 hold blev stadig inddelt i fire grupper á fire hold, men denne gang spillede alle holdene i gruppen mod hinanden mindst én gang, og der blev ikke spillet forlænget spilletid i uafgjorte kampe. De to bedste hold fra hver gruppe gik videre til kvartfinalerne, men hvis nr. 2 og 3 i gruppen havde lige mange point, skulle der spilles omkamp mellem de to hold om pladsen i kvartfinalen. Målforskel blev ikke anvendt.
I gruppe 4 fik Pelé ikke lov at spille før i Brasiliens sidste gruppekamp mod Sovjetunionen. Det lykkedes ham ikke at komme på måltavlen, men Brasilien vandt kampen 2-0 og blev nr. 1 i gruppen. I samme gruppe måtte der omkamp til mellem Sovjetunionen og England, og Anatoli Ilyin scorede kampens eneste mål i det 67. minut, hvorved England blev slået ud. Østrig blev sidst i gruppen og måtte følge England ud af turneringen.
Der blev også brug for omkamp i gruppe 1, hvor Nordirland slog Tjekkoslovakiet og dermed gik videre til kvartfinalerne sammen med gruppevinderen Vesttyskland, og i gruppe 3, hvor Wales måtte besejre Ungarn i omkampen for at gå videre sammen med Sverige. Det ungarske hold var blevet stærkt svækket siden sidste VM, da flere af holdets stjernespillere var flygtet fra det kommuniske regime efter opstanden i Ungarn i 1956. Også Argentina måtte undvære vigtige spillere. Humberto Maschio, Angelillo og Omar Sivori, der havde været med til at sikre Argentina Copa America i 1957, var blevet forhindret i at deltage af deres italienske klubber, og Argentina gik dermed heller ikke videre fra den indledende runde.
Endelig vandt Frankrig gruppe 2 efter bl.a. 6 mål af angriberen Just Fontaine. Jugoslavien blev nr. 2 foran Paraguay, der overraskende havde slået Uruguay (verdensmester 1930 og 1950) ud af den sydamerikanske kvalifikation, og Skotland.
I kvartfinalerne fortsatte Frankrigs Just Fontaine stimen og scorede to mål mere i hans holds 4-0-triumf over Nordirland. Vesttysklands Helmut Rahn sikrede tyskerne en semifinaleplads med det eneste mål i kampen mod Jugoslavien, mens Sverige gik videre på bekostning af Sovjetunionen. I den sidste kvartfinale scorede Brasiliens Pelé sit første VM-mål i kampen mod Wales, der endte 1-0.
I semifinalerne fortsatte svenskernes succeshistorie, idet de besejrede Vesttyskland 3-1 i en ondskabsfuld kamp, hvor tyskeren Juskowiak blev udvist og anføreren Fritz Walter blev skadet, hvilket yderligere svækkede det tyske hold, da udskiftninger ikke var tilladt den gang. Just Fontaine fik scoret endnu et mål for Frankrig i semifinalen, men det var ikke nok til at forhindre Brasilien i at bombe sig i finalen, eftersom bl.a. et hattrick af Pelé gav dem en klar 5-2-sejr. I bronzekampen scorede Fontaine imidlertid fire mål mere i Frankrigs 6-3-sejr over Vesttyskland. Dette bragte ham op på 13 scorede mål i én VM-slutrunde – en rekord der stadig (pr. 2019) ikke er slået.
Finalen blev spillet i Stockholm-forstaden Solna på Råsunda, hvor 51.800 tilskuere blev forbløffede over at se hjemmeholdet komme foran 1-0 efter kun 4 minutter mod de ellers suveræne brasilianere. Føringen holdt dog ikke længe. Allerede inden pausen havde Vava udlignet og bragt Brasilien foran 2-1. I anden halvleg overstrålede Pelé alt og alle, bl.a. med 2 mål, og også Mario Zagallo kom på måltavlen. Sverige fik et trøstmål til sidst, men kampen tilhørte Pelé, og Jules Rimet-pokalen tilhørte Brasilien som verdensmester.

## Stadioner
- Råsunda, Stockholm
- Ullevi, Göteborg
- Malmö Stadion, Malmö
- Idrottsparken, Norrköping
- Olympia, Helsingborg
- Örjans vall, Halmstad
- Arosvallen, Västerås
- Järnvallen, Sandviken
- Ryavallen, Borås
- Eyravallen, Örebro
- Tunavallen, Eskilstuna
- Rimnersvallen, Uddevalla

## Resultater

### Kvalifikation
- Se Kvalifikation til VM i fodbold 1958

### Indledende runde
| Gruppe 1                            |                                |                                |       |
| Vesttyskland - Argentina            | Vesttyskland - Argentina       | Vesttyskland - Argentina       | 3-1   |
| Nordirland - Tjekkoslovakiet        | Nordirland - Tjekkoslovakiet   | Nordirland - Tjekkoslovakiet   | 1-0   |
| Argentina - Nordirland              | Argentina - Nordirland         | Argentina - Nordirland         | 3-1   |
| Vesttyskland - Tjekkoslovakiet      | Vesttyskland - Tjekkoslovakiet | Vesttyskland - Tjekkoslovakiet | 2-2   |
| Vesttyskland - Nordirland           | Vesttyskland - Nordirland      | Vesttyskland - Nordirland      | 2-2   |
| Tjekkoslovakiet - Argentina         | Tjekkoslovakiet - Argentina    | Tjekkoslovakiet - Argentina    | 6-1   |
|                                     | Kampe                          | Mål                            | Point |
| Vesttyskland                        | 3                              | 7-5                            | 4     |
| Nordirland*                         | 3                              | 4-5                            | 3     |
| Tjekkoslovakiet                     | 3                              | 8-4                            | 3     |
| Argentina                           | 3                              | 5-10                           | 2     |
| *Nordirland blev toer efter omkamp: |                                |                                |       |
| Nordirland - Tjekkoslovakiet        | Nordirland - Tjekkoslovakiet   | Nordirland - Tjekkoslovakiet   | 2-1   |

| Gruppe 2               |                        |                        |       |
| Frankrig - Paraguay    | Frankrig - Paraguay    | Frankrig - Paraguay    | 7-3   |
| Jugoslavien - Skotland | Jugoslavien - Skotland | Jugoslavien - Skotland | 1-1   |
| Jugoslavien - Frankrig | Jugoslavien - Frankrig | Jugoslavien - Frankrig | 3-2   |
| Paraguay - Skotland    | Paraguay - Skotland    | Paraguay - Skotland    | 3-2   |
| Frankrig - Skotland    | Frankrig - Skotland    | Frankrig - Skotland    | 2-1   |
| Paraguay - Jugoslavien | Paraguay - Jugoslavien | Paraguay - Jugoslavien | 3-3   |
|                        | Kampe                  | Mål                    | Point |
| Frankrig               | 3                      | 11-7                   | 4     |
| Jugoslavien            | 3                      | 7-6                    | 4     |
| Paraguay               | 3                      | 9-12                   | 3     |
| Skotland               | 3                      | 4-6                    | 1     |

| Gruppe 3                  |                  |                  |       |
| Sverige - Mexico          | Sverige - Mexico | Sverige - Mexico | 3-0   |
| Ungarn - Wales            | Ungarn - Wales   | Ungarn - Wales   | 1-1   |
| Mexico - Wales            | Mexico - Wales   | Mexico - Wales   | 1-1   |
| Sverige - Ungarn          | Sverige - Ungarn | Sverige - Ungarn | 2-1   |
| Sverige - Wales           | Sverige - Wales  | Sverige - Wales  | 0-0   |
| Ungarn - Mexico           | Ungarn - Mexico  | Ungarn - Mexico  | 4-0   |
|                           | Kampe            | Mål              | Point |
| Sverige                   | 3                | 5-1              | 5     |
| Wales*                    | 3                | 3-3              | 3     |
| Ungarn                    | 3                | 6-3              | 3     |
| Mexico                    | 3                | 1-8              | 1     |
| *Wales toer efter omkamp: |                  |                  |       |
| Wales - Ungarn            | Wales - Ungarn   | Wales - Ungarn   | 2-1   |

| Gruppe 4                          |                           |                           |       |
| Brasilien - Østrig                | Brasilien - Østrig        | Brasilien - Østrig        | 3-0   |
| Sovjetunionen - England           | Sovjetunionen - England   | Sovjetunionen - England   | 2-2   |
| Brasilien - England               | Brasilien - England       | Brasilien - England       | 0-0   |
| Sovjetunionen - Østrig            | Sovjetunionen - Østrig    | Sovjetunionen - Østrig    | 2-0   |
| England - Østrig                  | England - Østrig          | England - Østrig          | 2-2   |
| Brasilien - Sovjetunionen         | Brasilien - Sovjetunionen | Brasilien - Sovjetunionen | 2-0   |
|                                   | Kampe                     | Mål                       | Point |
| Brasilien                         | 3                         | 5-0                       | 5     |
| Sovjetunionen*                    | 3                         | 4-4                       | 3     |
| England                           | 3                         | 4-4                       | 3     |
| Østrig                            | 3                         | 2-7                       | 1     |
| *Sovjetunionen toer efter omkamp: |                           |                           |       |
| Sovjetunionen - England           | Sovjetunionen - England   | Sovjetunionen - England   | 1-0   |

### Kvartfinaler
- Frankrig – Nordirland 4-0 (Idrottsparken, Norrköping – 12.000 tilskuere)

1-0 Maryan Wisniewski (22.), 2-0, 3-0 Just Fontaine (55., 63.), 4-0 Roger Piantoni (68.)
- Sverige – Sovjetunionen 2-0 (Råsunda, Stockholm – 45.000 tilskuere)

1-0 Kurt Hamrin (49.), 2-0 Agne Simonsson (88.)
- Brasilien – Wales 1-0 (Ullevi, Göteborg – 25.000 tilskuere)

1-0 Pelé (66.)
- Vesttyskland – Jugoslavien 1-0 (Malmö Stadion, Malmö – 20.000 tilskuere)

1-0 Helmut Rahn (12.)

### Semifinaler
- Brasilien – Frankrig 5-2 (Råsunda, Stockholm – 27.000 tilskuere)

1-0 Vava (2.), 1-1 Just Fontaine (9.), 2-1 Didi (39.), 3-1, 4-1, 5-1 Pelé (52., 64., 75.), 5-2 Roger Piantoni (83.)
- Sverige – Vesttyskland 3-1 (Ullevi, Göteborg – 50.000 tilskuere)

1-0 Lennart Skoglund (10.), 1-1 Hans Schäfer (28.), 2-1 Gunnar Gren (31.), 3-1 Kurt Hamrin (88.)

### Bronzekamp
- Frankrig – Vesttyskland 6-3 (Ullevi, Göteborg – 25.000 tilskuere)

1-0 Just Fontaine (16.), 1-1 Hans Ciesclarczyk (18.), 2-1 Raymond Kopa (27.), 3-1 Just Fontaine (36.), 4-1 Yvon Douis (50.), 4-2 Helmut Rahn (52.), 5-2 Just Fontaine (58.), 5-3 Hans Schäfer (84.), 6-3 Just Fontaine (89.)

### Finale
- Brasilien – Sverige 5-2 (Råsunda, Stockholm – 51.800 tilskuere)

0-1 Nils Liedholm (3.), 1-1, 2-1 Vava (9., 32.), 3-1 Pelé (55.), 4-1 Mario Zagallo (68.), 4-2 Agne Simonsson (80.), 5-2 Pelé (90.)
Dommer: Maurice Guigue (Frankrig)

## Målscorer
Kilde:
| 13 mål - Just Fontaine 6 mål - Pelé - Helmut Rahn 5 mål - Vavá - Peter McParland 4 mål - Roger Piantoni - Zdeněk Zikán - Lajos Tichy - Kurt Hamrin - Agne Simonsson 3 mål - Omar Oreste Corbatta - Raymond Kopa - Hans Schäfer - Todor Veselinović | 2 mål - Mazzola - Milan Dvořák - Václav Hovorka - Derek Kevan - Maryan Wisnieski - Uwe Seeler - Juan Agüero - Florencio Amarilla - José Parodi - Jorge Lino Romero - Aleksandr Ivanov - Nils Liedholm - Ivor Allchurch - Aleksandar Petaković 1 mål - Ludovico Avio - Norberto Menéndez - Karl Koller - Alfred Körner - Didi - Nílton Santos - Mário Zagallo - Jiří Feureisl | - Tom Finney - Johnny Haynes - Yvon Douis - Jean Vincent - Hans Cieslarczyk - József Bencsics - József Bozsik - Károly Sándor - Jaime Belmonte - Wilbur Cush - Cayetano Ré - Sammy Baird - Bobby Collins - Jackie Mudie - Jimmy Murray - Anatoli Ilyin - Valentin Ivanov - Nikita Simonyan - Gunnar Gren - Lennart Skoglund - John Charles - Terry Medwin - Radivoje Ognjanović - Zdravko Rajkov |